# Oxyprosopus fulgens
Oxyprosopus fulgens är en skalbaggsart som beskrevs av Schmidt 1922. Oxyprosopus fulgens ingår i släktet Oxyprosopus och familjen långhorningar.
Artens utbredningsområde är Togo. Inga underarter finns listade i Catalogue of Life.